# Napoleon oder Die hundert Tage
Napoleon oder Die hundert Tage ist ein Drama in fünf Aufzügen von Christian Dietrich Grabbe. Der Erstdruck erschien 1831 in Frankfurt am Main. Das Stück wurde 64 Jahre später am selben Ort uraufgeführt. Es spielt im Februar und März 1815. Grabbe schildert Napoleons Rückkehr aus dem Exil auf der Insel Elba und seinen Zug nach Paris und anschließend, wie der Kaiser in der Schlacht von Waterloo von dem englischen Herzogs Wellington und dem preußischen Generals Blücher  besiegt wurde. Das Stück ist faktenreich und lehnt sich eng an die historischen Ereignisse an. 

## Inhalt
1.Akt
In einer Massenszene unter den Arkaden des Palais Royal wird die Meinung verschiedener Personen zur Restauration der Bourbonen gezeigt. Ein Bänkelsänger macht sich über den Kaiser lustig, worüber sich zwei abgedankte Soldaten seiner Garde empören,während das Volk von Paris opportunistisch ist und sich königstreu gibt. Zwei adlige Emigranten hängen ihren Erinnerungen an die Zeit vor der Französischen Revolution nach.
Bei Hofe ist man sich der Macht sicher. Aber auf Elba steht Napoleon am Strand und denkt an Frankreich. Noch immer erinnert er sich an die Zeit, als er Europa beherrschte: „Mit mir ging die Sonne unter.“
Szenenwechsel. Der König erhält von seinem Bruder, einem sorglosen Jagdliebhaber, die Schreckensbotschaft: „Ja, eben hör ich, Bonaparte ist gelandet bei Toulon.“ Schlag folgt auf Schlag. Napoleon ist vor Lyon, so wird gemeldet. Am 17. März marschiert der Korse in Auxerre ein. Kaum einer will noch etwas vom König wissen. Als der Kaiser in Fontainebleau eingetroffen ist, setzt sich der „zynische Radikale“ Jouve an die Spitze des Parisers Mobs, meuchelt einen königstreuen Schneidermeister, und das Volk folgt seinem Ausruf: „Hoch der Kaiser!“ Der König hat längst die Flucht in Richtung Lille ergriffen, und der Wiener Kongress ist auseinander gelaufen.
Zeit hat Napoleon keine. Die Preußen lagern bei Ligny. Eilig stellt der Kaiser alte Minister wieder ein und formiert seine Grande Armée. Nur einmal im Drama lässt Grabbe den Herrscher über die Franzosen menschlich agieren: im Dialog mit seiner Stieftochter Hortense.

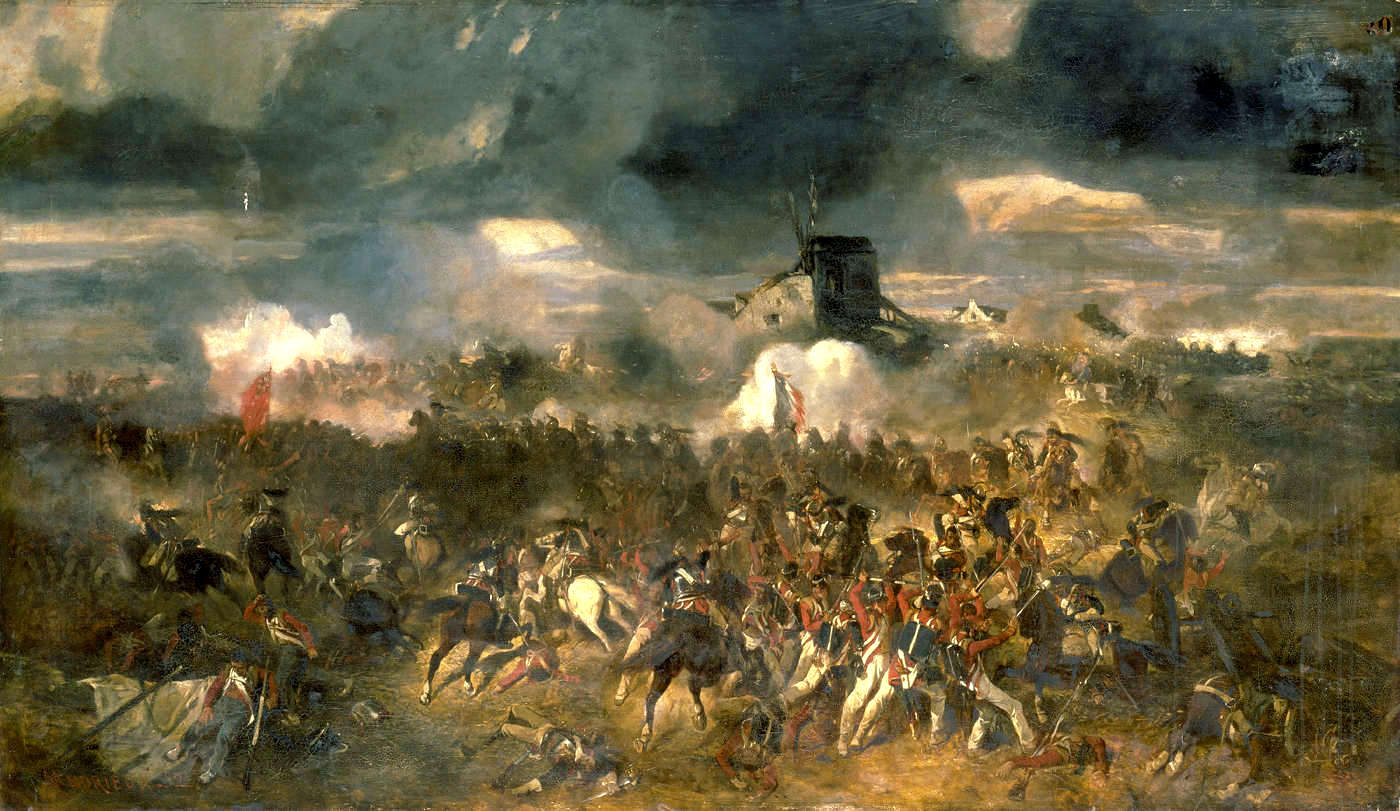
Clément-Auguste Andrieux (1852):
Die Schlacht von Waterloo am 18. Juni 1815

Auf dem Schlachtfeld dann wähnen die Franzosen sich zunächst als die Sieger über die Preußen. Aber „die Preußen fechten besser wie bei Jena.“ Das Blatt wendet sich.
Szenenwechsel. Ein Hotel in Brüssel. Der Herzog von Wellington feiert unbekümmert und erhält Kunde von den Vorgängen. „Alarm! Alarm!“ ruft der englische Militär. „Alle Truppen vorgeschoben nach Waterloo!“ Damit ist Napoleons Schicksal besiegelt. Zwar entschlüpft Wellington dann unterwegs im Felde sein berühmter Satz: „Ich fürchte, wenn Blücher nicht bald kommt …“, doch als einer seiner Offiziere ihn während des stockenden Vormarsches zum Zurückweichen auffordert, zeigt er Charakter. Wellington hält stand.
Szenenwechsel. Die Franzosen erkennen, „das ganze Gehölz von Frichemont ist voll von Preußen“ und die Briten rücken auch noch vor. Napoleon schiebt Grouchy die Schuld in die Schuhe: „Daß das Schicksal des großen Frankreich von der Dummheit, Nachlässigkeit oder Schlechtheit eines einzigen Elenden abhängen kann!“ Der Kaiser steigt vom Pferde, zieht blank und ruft: „Garden aller Waffengattungen mir nach!“ Dann überlegt es sich der Kaiser doch anders. Napoleon lässt seine zurückweichende, untergehende Garde im Stich. Der Korse resümiert: „Verräterei, Zufall und Mißgeschick machen das tapferste Heer furchtsamer als ein Kind – Es ist aus – Wir haben seit Elba etwa hundert Tage groß geträumt.“ Die Garde wird von der „alliierten Reiterei zusammengehauen“, stirbt aber mit einem forschen Spruch auf den Lippen: „Sterbt … würdig, es geht nicht anders. – Also, Kameraden, die Schnurrbärte hübsch zurechtgedreht – bald sind wir im Himmel.“

## Form
- Das Stück enthält Zeitkritik. So bedauert ein Berliner z. B. vor der Schlacht, dass er Freiwilliger geworden ist, gibt jedoch zu: „Aber, der mußt ich werden, sonst hätten sie mir unfreiwillig dazu gemacht.“[8] Und Napoleon bemitleidet die Siegenden: „Statt eines großen Tyrannen, wie sie mich zu nennen belieben, werden sie bald tausend kleine besitzen.“[9]

- Grabbe verschweigt Kriegsgräuel nicht.
  - Die Anhänger des Kaisers brüllen noch im Sterben Hurra: „WIEDER EIN GARDIST dem eine Kanonenkugel den Leib aufreißt: Es lebe der Kaiser!“[10]
  - Die Preußen sind nicht „auf einer Bauernhochzeit bei Pasewalk“.[11] Das Schreckliche passiert immer unvorhersehbar und ganz plötzlich – z. B. „… als eine Kanonenkugel dem Ephraim [Berliner jüdischer Freiwilliger] den Kopf abreißt.“[12]
  - Wellington während der Schlacht: „Der Tod würgt heute so allgemein, daß er etwas ganz Gewöhnliches scheint.“[13]
- Das Drama hat „offensichtliche Schwächen“[14].
  - Auffällig ist seine Zerfahrenheit. Dabei sind Ansätze zu strafferer Führung des Personals auffindbar: Vitry und Chassecoeur z. B., die beiden alten Gardisten, treten nicht nur am Anfang des Dramas auf, sondern handeln später auch in Ligny im Umkreis Napoleons. Vitry findet bei seinem Kaiser ein offenes Ohr: Napoleon macht Chassecoeur zum Hauptmann. Und weitere einprägsame Figuren, wie z. B. der Unmensch Jouve, fehlen nicht. In der Regel gehört sonst aber zum ersten Auftritt der meisten der weit über hundert Sprecher ihr rascher Abgang auf Nimmerwiedersehen. Und Personen, die in Waterloo Hauptrollen spielen – wie Milhaud – werden viel zu spät eingeführt. Die einzige Ausnahme von jener merkwürdigen Regel ist der Grand Maréchal Bertrand. Der tritt zwar immer einmal auf, hat auch menschliche Züge, bleibt aber trotzdem im Ganzen blass.
  - Grabbes „positive Botschaft“ – die „deutsch-patriotische Gebärde“[15]: Höchst peinlich wirken die betulichen Preußen – dieses Konglomerat aus Ostpreußen, Schlesiern und Berlinern – am Abend vor der Schlacht. Wie die braven Burschen, des Sieges sicher, mit ihrem Major zusammensitzen und dann ein patriotisches Lied anstimmen, das ist fast unerträglich. Grabbe übertrifft auch das noch. Das Bild Blüchers ist makellos gezeichnet. Weder ein nichtswürdiger kaiserlicher Überläufer noch irgendeine verhängnisvolle Wendung des Schlachtverlaufs können den unfehlbaren 72-jährigen Generalfeldmarschall aus der Ruhe bringen.
  - Manche ziemlich wortreichen Auftritte, wie z. B. der des andauernd das „Mir“ und „Mich“ verwechselnden Berliners, erscheinen als gezwungene Späßchen, als Gewäsch.
  - Grabbe gibt das Misslingen seines fragwürdigen Experiments zu: Hannibal „ist dreimal besser gelungen als Napoleon“.[16]

## Selbstzeugnisse
Grabbe zu seinem Stück
- Das Stück ist „reell und greift in die Zeit.“[15]
- Napoleon „ist ein Kerl, den sein Egoismus dahin trieb, seine Zeit zu benutzen.“[17]
- Napoleon „ist kleiner als die Revolution, und im Grunde ist er nur das Fähnlein an deren Maste.“[18]
- „Mit Napoleons Ende ward es mit der Welt, als wäre sie ein ausgelesenes Buch.“[19]
- Am 4. August 1830: „Napoleon wird eigen, – das jetzige Theater taugt nichts, – meines sey die Welt.“[20]

## Rezeption
- Grabbe kritisiert den Feudalismus, Absolutismus, Liberalismus und den revolutionären Aktivismus.[15]
- Mit dem Sprachrohr Blücher artikuliere Grabbe die „Hoffnung auf ein unter preußischer Führung vereintes Deutschland.“[21]
- Löb lobt: „Napoleon“ bleibe „ein grandioses Experiment.“[22]
- „Grabbes Technotheater“[23] oder die Neuen Medien anno 1815: Wiemer greift die im Stück eingearbeitete optische Telegraphie heraus und präsentiert Napoleon „als geistesgegenwärtigen Chef einer Nachrichtenzentrale“.[24] Der König hingegen – reiner Nachrichtenempfänger – ist der Verlierer.[25]
- Eine der vielen Fragen im Stück ist: Macht Grabbe seinen Napoleon zur lächerlichen Figur, wenn er ihn vor der Schlacht inmitten aufgeregter Franzosen auf einer Lafette schlafen lässt?[26]
- Die Figur des „Kopfabhackers Jouve“ gehe auf Mathieu Jouve Jourdan zurück.[27]
- Intriganten und Verschwörer wie Fouché und Carnot habe Grabbe wirklichkeitsnah dargestellt.[28]
- Warum bearbeitete Grabbe den Napoleon-Stoff? Cowen antwortet: Grabbe und seine Landsleute langweilten sich seinerzeit. Und die Verlogenheit der Zeit ließ Sehnsüchte nach dem Kaiser der Franzosen aufkommen.[19]
- Das Stück sei ein „monströser Historienschinken“ und gehöre eigentlich zu den so genannten „Unspielbaren“.[29]
- Grabbe habe sich für das Stück – z. B. für die Darstellung des Volkes von Paris – „die Bürger- und Rüpelszenen Shakespeares“ zum Vorbild genommen.[30]